# 132524 APL
132524 APL è un asteroide della fascia principale. Scoperto nel 2002 gli venne assegnata la designazione provvisoria 2002 JF4. Presenta un'orbita caratterizzata da un semiasse maggiore pari a 2,6047921 au e da un'eccentricità di 0,2723291, inclinata di 4,16050° rispetto all'eclittica.
La sonda spaziale  New Horizons, nel corso del suo viaggio verso Plutone è passata nelle sue vicinanze alla distanza di 101867 km alle 04:05 UTC del 13 giugno 2006. Analizzando lo spettro, la sonda ha determinato trattarsi di un asteroide di tipo S.
Alan Stern, analista capo della missione New Horizons, ha assegnato il nome APL all'asteroide dalle iniziali del Johns Hopkins Applied Physics Lab, che gestisce il programma.